# Louise Adélaïde av Orléans
Louise Adélaïde av Orléans, född 13 augusti 1698, död 10 februari 1743, var en fransk prinsessa (Mademoiselle d'Orléans) och abbedissa. Hon var dotter till den franske regenten hertig Filip II av Orléans och Françoise-Marie de Bourbon samt dotterdotter till Ludvig XIV av Frankrike och Madame de Montespan. Hon gick i kloster 1717 och var från 1719 abbedissa av Chelles.

## Biografi
Louise Adélaïde uppfostrades med sin syster Charlotte i klostret  i Chelles. Hon beskrivs som en skönhet, den vackraste av sina systrar, och var intresserad av musik, teologi, vetenskap och kirurgi. Hon föreslogs att gifta sig med den engelska titulärkungen Jakob Edvard Stuart och med sin kusin prins Louis-Auguste  Bourbon av Dombes, men hon tackade nej; hon ville 1716 gifta sig med Chevalier de Saint-Maixent, en av kungens pager, som hade räddat henne under en farlig jaktolycka. Hennes föräldrar blev upprörda över hennes önskan att gifta sig med någon av så mycket lägre status och behandlades henne så brutalt att hon beslöt att gå i kloster trots sin familjs protester. 
En annan motivation till hennes beslut uppges ha varit hennes äldsta systers skandalomsusade privatliv. Hon antogs av klostret i Chelles 1717 och blev dess abbedissa 1719. I klostret blev hon kallad Madame d'Orleans. Hon ska ha fått ett intresse för jansenismen under sin tid som nunna. Som abbedissa lät hon reparera klostret och installera ett vattensystem som försörjde både klostret och staden med vatten, och gav sitt stöd till grundandet av en skola för fattiga flickor. Hon flyttade 1734 till ett kloster i Paris, där hon dog.